# Dmitrij Łankin
Dmitrij Siergiejewicz Łankin (ros. Дмитрий Сергеевич Ланкин; ur. 17 kwietnia 1997 r. w Majkopie) – rosyjski gimnastyk, srebrny medalista mistrzostw świata, mistrz Europy, srebrny medalista igrzysk europejskich.